# Узбекистан на літніх Олімпійських іграх 2008
Узбекистан на літніх Олімпійських іграх 2008 представили 56 спортсменів у тринадцяти видах спорту.

## Нагороди
| Срібло |                  |                                         |           |
| №      | Спортсмени       | Вид спорту (дисципліна)                 | Дата      |
| 1      | Абдулло Тангрієв | Дзюдо (понад 100 кг)                    | 15 серпня |
| Бронза |                  |                                         |           |
| №      | Спортсмени       | Вид спорту (дисципліна)                 | Дата      |
| 1      | Антон Фокін      | Спортивна гімнастика (паралельні бруси) | 19 серпня |
| 2      | Рішод Собіров    | Дзюдо (до 60 кг)                        | 9 серпня  |
| 3      | Катерина Хилько  | Стрибки на батуті (жінки)               | 18 серпня |

## Склад олімпійської команди Узбекистану

### Бокс
Спортсменів — 7
Вперше боксери Узбекистану залишилися на Олімпіаді без медалей.
- До 48 кг. Рафікжон Султонов
- До 51 кг. Тулашбой Донійоров
- До 54 кг. Хуршид Тоджибаєв
- До 57 кг. Султонов Баходир
- До 69 кг. Ділшод Махмудов
- До 75 кг. Елшод Расулов
- До 81 кг. Аббос Атоєв